# 겨자

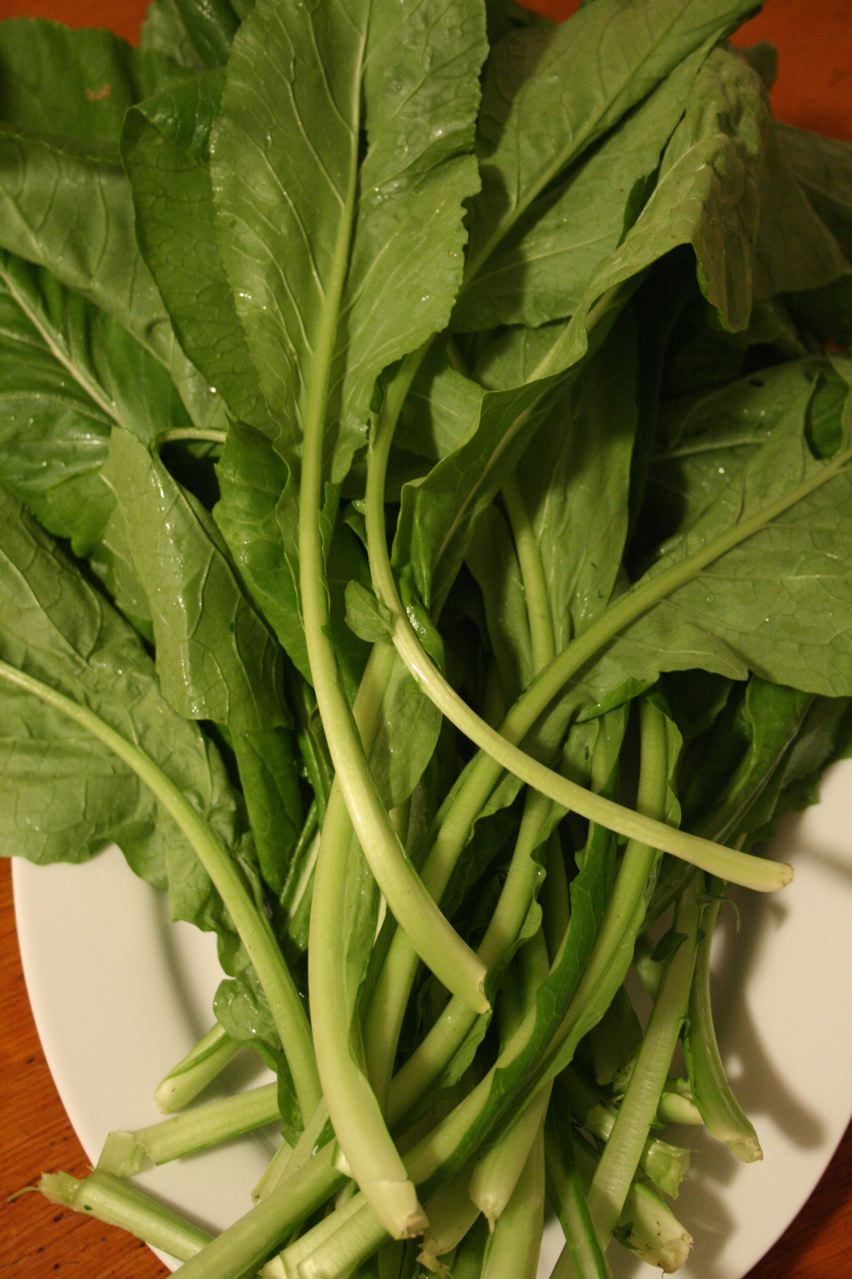
겨자 잎

겨자는 십자화속과 들갓속에 속하며 그 씨앗으로 겨자장을 만들기도 한다. 겨자의 씨앗인 겨자씨는 향신료로 사용된다. 겨자 씨앗을 갈아서 물, 식초 또는 기타 식용 액체와 섞으면 머스터드라고 알려진 노란색 천연 조미료이자 겨자 양념이 된다. 겨자 씨앗을 압착하여 겨자기름을 만들 수도 있고, 식용 잎을 가진 겨자 품종은 갓(식물) 등으로 겨자잎으로 먹을 수 있다. 현재 많은 잎채소들이 재배된 겨자과 식물의 품종이다. 겨자의 재배와 가축화 및 품종 개량은 6,000년 전부터 시작되었을 수 있다.

## 특징
겨자의 뿌리잎은 깃 모양이며 높이는 1∼2 m이다.

## 같이 보기
- 갓(Brassica juncea)
- 백겨자(Sinapis hirta)
- 흑겨자(Brassica nigra)